# باتيريفو (كوفاسيجا)
باتيريفو (بالروسية: Батырево) هي مدينة في جمهورية تشوفاشيا في روسيا.
يبلغ عدد سكانها حوالي 5571  نسمة.